# Военный контингент Ирландии в Афганистане
Военный контингент Ирландии в Афганистане — подразделение вооружённых сил Ирландии, созданное в 2001-2002 гг. и в 2002 - 2014 гг. действовавшее в составе сил ISAF.

## История
16 декабря 2001 года на конференции лидеров стран Евросоюза о намерении отправить ирландские войска в Афганистан сообщил премьер-министр Ирландии П. Ахерн, 23 декабря 2001 министр обороны страны уточнил, что в Афганистан может быть отправлено подразделение рейнджеров численностью до 100 человек. 2 июля 2002 года правительство Ирландии утвердило численность контингента в количестве 7 военнослужащих, они прибыли в страну 5 июля 2002 года и работали в штабе ISAF в Кабуле. Кроме того, в 2002 году правительство страны разрешило заправлять топливом самолёты США, участвующие в военной операции в Афганистане в ирландском аэропорту Шаннон.
Начавшийся в 2008 году всемирный экономический кризис осложнил положение в экономике страны. После того, как в условиях сокращения государственных расходов социальные расходы в стране были сокращены, на обсуждении проекта бюджета в декабре 2009 года депутаты ирландского парламента поставили вопрос о возможности вывода ирландского контингента из Афганистана (так как расходы на участие в военной операции составляли свыше 0,25 млн. евро в год). До начала июня 2011 года в операции приняли участие 130 военнослужащих вооружённых сил Ирландии, расходы на участие в операции составили 3 млн евро. В июне 2011 года было принято решение о продлении участия в военной операции.
По состоянию на 1 августа 2013 года, численность контингента составляла 7 военнослужащих.
28 декабря 2014 года командование НАТО объявило о том, что операция "Несокрушимая свобода" в Афганистане завершена. Тем не менее, боевые действия в стране продолжались и иностранные войска остались в стране - в соответствии с начатой 1 января 2015 года операцией «Решительная поддержка», хотя общая численность войск была уменьшена.
12 марта 2016 года участие Ирландии в операции в Афганистане было официально завершено, на церемонии в Кабуле был спущен государственный флаг страны и все семь ирландских военнослужащих покинули страну. 13 марта 2016 они прибыли в Ирландию.
В мае 2021 года силы "Талибан" перешли в наступление, после чего положение правительственных сил осложнилось. 15-16 августа 2021 года силы талибов окружили и заняли Кабул.
23 августа 2021 года правительство Ирландии отправило в Афганистан подразделение из 11 рейнджеров и двух сотрудников министерства иностранных дел для оказания помощи США в эвакуации желающих покинуть Афганистан из международного аэропорта в Кабуле. 24 августа 2021 года для этой же цели на Ближний Восток был отправлен реактивный пассажирский самолёт "Learjet 45" (совершивший промежуточную посадку для дозаправки на аэродроме в Каире) и было объявлено, что правительство Ирландии может принять на территории страны до 150 беженцев из Афганистана. После случившегося 26 августа 2021 теракта в аэропорту Кабула ирландское подразделение покинуло Афганистан.

## Потери
В целом, с начала участия в операции в 2001 году до 2016 года в Афганистане находилось 226 военнослужащих Ирландии.
Потерь среди личного состава военного контингента Ирландии не имелось, но 4 сентября 2008 года взрывом мины в северной части провинции Гильменд был убит гражданин Ирландии Justin James Cupples из британского военного контингента ISAF (служивший в 1-м батальоне королевского ирландского полка британской армии).